# Pareuthymia fasciata
Pareuthymia fasciata är en insektsart som beskrevs av Willemse, C. 1955. Pareuthymia fasciata ingår i släktet Pareuthymia och familjen gräshoppor. Inga underarter finns listade i Catalogue of Life.